# Coccidae
Famille
Coccidae est une famille d'insectes hémiptères de la super-famille des cochenilles.

## Genres
- Antecerococcus.
- Ceroplastes.
- Coccus Linnaeus, 1758.
- Eucalymnatus Cockerell, 1901.
- Kilifia De Lotto, 1965. - dont Kilifia acuminata (Signoret, 1873)
- Lecanium.
- Parasaissetia.
- Parthenolecanium
- Protopulvinaria.
- Pulvinaria Targioni-tozzetti, 1867.
- Saissetia Deplanche, 1858.